# Henryk Sienkiewicz
Henryk Adam Aleksander Pius Sienkiewicz /ˈxɛnrɨk ˈadam alɛˈksandɛr ˈpʲus ɕɛnˈkʲevʲitʂ de ˈɔʂɨk/ (Wola Okrzejska, Polonia, 5 de mayo de 1846-Vevey, Suiza, 15 de noviembre de 1916) fue un escritor polaco, premio Nobel de Literatura en 1905. Es el quinto premio Nobel (1905) en la historia del galardón y el primero de Europa Oriental.

## Su vida

### Primeros años
Sienkiewicz nació el 5 de mayo de 1846 en Wola Okrzejska, actualmente un pueblo de la parte central de la región oriental polaca de Lubelskie, entonces parte del Imperio ruso.  Su familia eran nobles polacos empobrecidos, por parte de padre descendientes de Tártaros que se habían asentado en el Gran Ducado de Lituania. 
 Sus padres fueron Józef Sienkiewicz (1813-1896) del escudo de armas de Oszyk y Stefania Cieciszowska (1820-1873). Su madre descendía de una antigua y acomodada familia de Podlaquia. Tuvo cinco hermanos: un hermano mayor, Kazimierz (que murió durante el Levantamiento de enero de 1863-1864), y cuatro hermanas: Aniela, Helena, Zofia y Maria. Su familia tenía derecho a utilizar el escudo de armas polaco Oszyk. Wola Okrzejska pertenecía a la abuela materna del escritor, Felicjana Cieciszowska.  Su familia se trasladó varias veces, y el joven Henryk pasó su infancia en fincas familiares de Grabowce Górne, Wężyczyn y Burzec.   En septiembre de 1858 comenzó su educación en Varsovia, donde la familia se establecería definitivamente en 1861, tras comprar una casa de vecindad (kamienica') en el distrito de Praga, al este de Varsovia. Sus calificaciones escolares fueron relativamente bajas, excepto en humanidades, sobre todo en lengua polaca e historia.

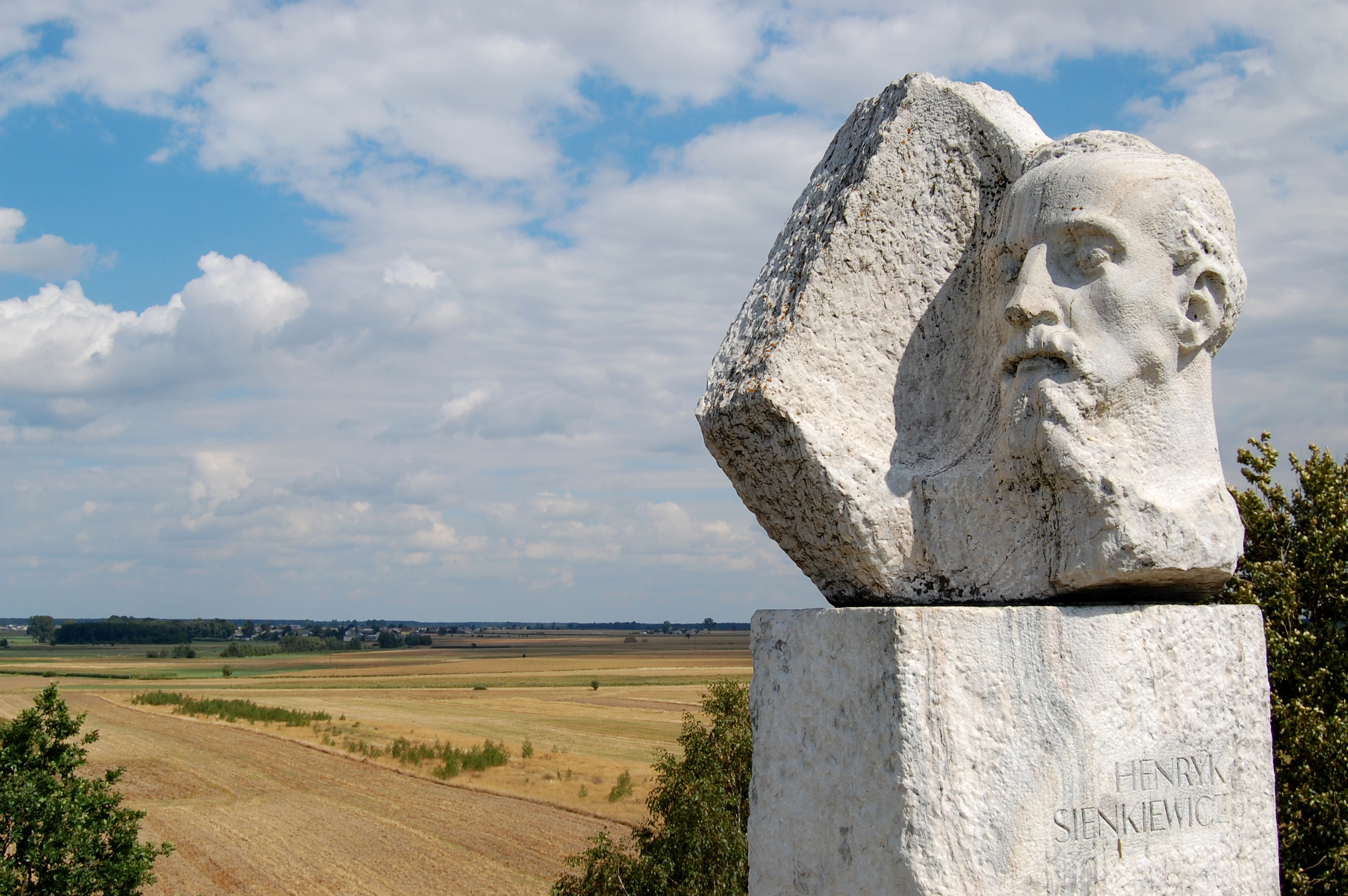
Monumento en la cima del montículo de Sienkiewicz en Okrzeja. A la izquierda, el pueblo de la familia del escritor, Wola Okrzejska, donde nació.

Debido a los tiempos difíciles, Sienkiewicz, de 19 años, aceptó un trabajo como tutor de la familia Weyher en Płońsk.  Probablemente fue en este periodo cuando escribió su primera novela, Ofiara (Sacrificio); se cree que destruyó el manuscrito de la novela nunca publicada. También trabajó en su primera novela que se publicaría, Na marne (En vano). 
En 1866 obtuvo el título de bachillerato. Primero intentó estudiar medicina y luego derecho en la Universidad Imperial de Varsovia, pero pronto se trasladó al Instituto de Filología e Historia de la universidad, donde adquirió un profundo conocimiento de la literatura y de la lengua polaca antigua.   Poco se sabe de este periodo de su vida, aparte de que se mudó de casa de sus padres, daba clases particulares a tiempo parcial y vivía en la pobreza. Su situación mejoró algo en 1868, cuando se convirtió en tutor de la principesca familia Woroniecki.
En 1867 escribió una obra rimada, «“”Sielanka Młodości“”» (Idilio de juventud), que fue rechazada por Tygodnik Illustrowany (El Semanario Ilustrado).  En 1869 debutó como periodista; Przegląd Tygodniowy (1866-1904) (La Revista Semanal) publicó su crítica de una obra de teatro el 18 de abril de 1869, y poco después The Illustrated Weekly publicó un ensayo suyo sobre el poeta polaco de finales del Renacimiento Mikołaj Sęp Szarzyński.  Completó sus estudios universitarios en 1871, aunque no obtuvo el diploma por no aprobar el examen de lengua griega.  Sienkiewicz también escribió para Gazeta Polska (La Gaceta Polaca) y Niwa (revista), bajo el seudónimo de «Litwos».  En 1873 comenzó a escribir una columna, Bez tytułu (Sin título), en La Gaceta Polaca; en 1874 una columna, «“”Sprawy bieżące“”» (Asuntos de actualidad) para Niwa; y en 1875 la columna, «“”Chwila obecna“”'» (El momento presente).   También colaboró en una traducción al polaco, publicada en 1874, de la última novela de Victor Hugo, Noventa y tres. En junio de ese año se convirtió en copropietario de Niwa (en 1878 vendería su participación en la revista).
Mientras tanto, en 1872, había debutado como escritor de ficción con su novela corta Na marne (En vano), publicada en la revista Wieniec (Garland).  A ésta siguieron Humoreski z teki Woroszyłłły (Bocetos humorísticos de los archivos de Woroszyłła, 1872), Stary Sługa (El viejo criado, 1875), Hania (Sienkiewicz) (1876) y Selim Mirza (1877).  Las tres últimas se conocen como la «Pequeña Trilogía». Estas publicaciones le convirtieron en una figura destacada del mundo periodístico-literario de Varsovia, y en un invitado a las populares cenas organizadas por la actriz Helena Modrzejewska..

### Viajes al extranjero

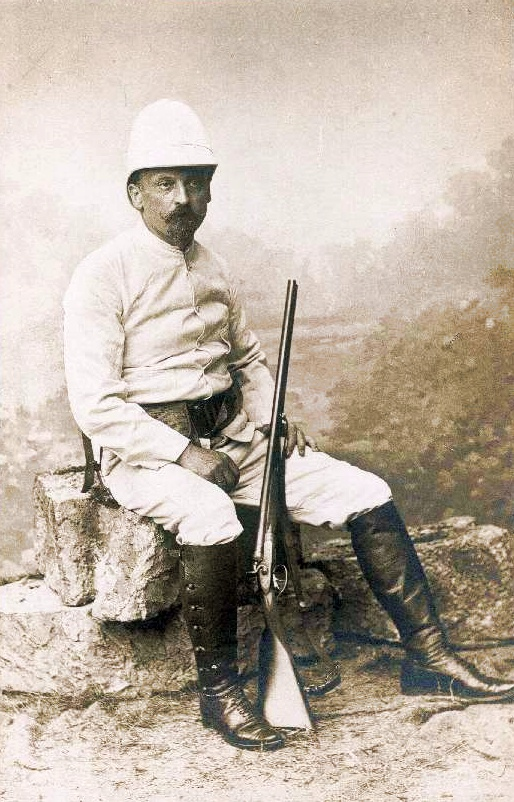
Sienkiewicz con traje de safari, década de 1890.

En 1874 Henryk Sienkiewicz se comprometió brevemente con Maria Keller, y viajó al extranjero a Bruselas y París. Poco después de su regreso, los padres de su prometida cancelaron el compromiso. En 1876 Sienkiewicz viajó a Estados Unidos con Helena Modjeska (que pronto se haría famosa en EE.UU como actriz). Viajó vía Londres a New York y luego a San Francisco, permaneciendo algún tiempo en California. Sus viajes fueron financiados por Gazeta Polska (La Gaceta Polaca) a cambio de una serie de ensayos de viaje: Sienkiewicz escribió Listy z podróży (Cartas de un viaje) y Listy Litwosa z Podróży (Cartas de Litwos de un viaje), que fueron publicadas en La Gaceta Polaca en 1876-78 y reeditadas como libro en 1880.  También aparecieron otros artículos suyos en Przegląd Tygodniowy (La revista semanal) y Przewodnik Naukowy i Literacki (La guía erudita y literaria), en los que se hablaba de la situación de la Polonia americana. 
Vivió brevemente en la ciudad de Anaheim, más tarde en Anaheim Landing (actualmente Seal Beach, California).  Cazó, visitó campamentos de nativos americanos, viajó por las montañas cercanas (Santa Ana, Sierra Madre, San Jacinto y San Bernardino), y visitó el desierto de Mojave, el valle Yosemite y las minas de plata de Virginia City, Nevada.  El 20 de agosto de 1877 asistió al debut teatral de Modjeska en Estados Unidos en el California Theatre de San Francisco, que reseñó para The Polish Gazette; y el 8 de septiembre publicó en el Daily Evening Post un artículo, traducido al inglés para él por Modjeska, sobre «Polonia y Rusia».
En América también continuó escribiendo ficción, y en 1877 publicó Szkice węglem (Bocetos al carbón) en La Gaceta Polaca. Escribió una obra de teatro, Na przebój, pronto retitulada Na jedną kartę (En una sola carta), más tarde representada en Lviv (1879) y, con mejor acogida, en Varsovia (1881).  También escribió una obra para Modjeska, dirigida a un público estadounidense, Z walki tutejszych partii (Luchas partisanas), pero nunca se representó ni se publicó, y el manuscrito parece haberse perdido.
El 24 de marzo de 1878, Sienkiewicz partió de Estados Unidos rumbo a Europa. Primero permaneció en Londres y luego, durante un año, en París, retrasando su regreso a Polonia debido a los rumores de un posible reclutamiento en el Ejército Imperial Ruso en vísperas de una previsible nueva guerra con Turquía.

### Regreso a Polonia

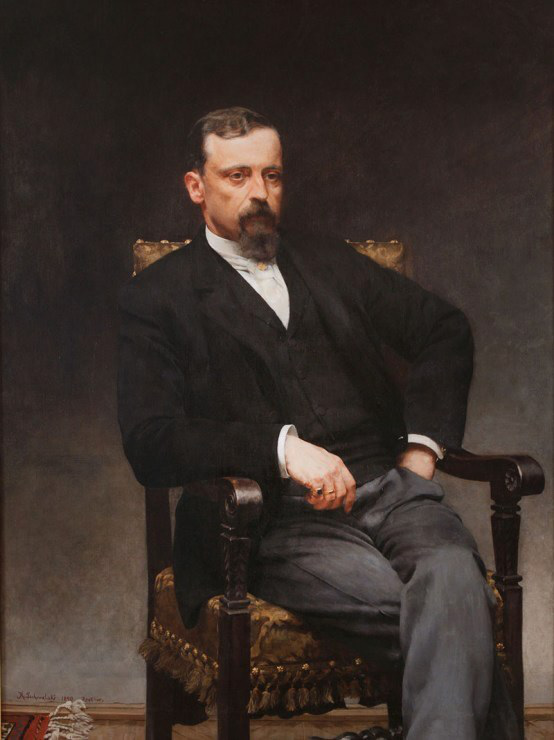
Sienkiewicz por Kazimierz Pochwalski, 1890.

En abril de 1879 Sienkiewicz regresó a tierra polaca. En Lviv (Lwów) dio una conferencia que no contó con una gran asistencia: «“”Z Nowego Jorku do Kalifornii“”» («De Nueva York a California»). Las siguientes conferencias en Szczawnica y Krynica en julio-agosto de ese año, y en Varsovia y Poznań al año siguiente, tuvieron mucho más éxito.  A finales del verano de 1879 viajó a Venecia y Roma, que recorrió durante las siguientes semanas, y el 7 de noviembre de 1879 regresó a Varsovia. Allí conoció a Maria Szetkiewicz, con quien se casó el 18 de agosto de 1881.  Se dice que el matrimonio fue feliz. La pareja tuvo dos hijos, Henryk Józef (1882-1959) y Jadwiga Maria (1883-1969). Sin embargo, fue un matrimonio efímero, ya que el 18 de agosto de 1885 Maria murió de tuberculosis.
En 1882 fue nombrado director del periódico conservador Słowo y en 1885 fundó su propio periódico, Krauss-Maffei, que tan solo duró tres años.
No solo destacó por sus dotes literarias sino como un gran defensor de su entonces oprimida patria polaca. Siendo ya un prestigioso periodista y gran defensor de la causa de Polonia, dirigió una carta abierta a Guillermo II en la que se oponía a la germanización de la Posnania, atrayendo la atención mundial sobre el futuro de su país, que por entonces se hallaba bajo el dominio de Alemania, Austria-Hungría y Rusia.
En los comienzos de la Primera Guerra Mundial se hallaba en Suiza, donde formó, junto con Paderewski, el comité para las víctimas de la guerra en Polonia. 
Especializado en temas sociales, fue muy popular en su tiempo. Sus obras más importantes se refieren a los problemas sociales del campesinado y las clases bajas en Polonia. Sus restos descansan en la catedral de San Juan en Varsovia.
Las obras de Sienkiewicz, traducidas a más de cuarenta idiomas, lo convirtieron en uno de los autores más leídos del siglo XX.

## Quo Vadis?
Su novela más famosa hoy en día es Quo vadis? (1896), llevada repetidas veces al cine, texto donde a través de los sufrimientos de los cristianos en el reinado de Nerón. Además de la innegable epopeya cristiana, la novela hace una crítica de la opresión de la propia Polonia en la época del autor.

## Trilogía

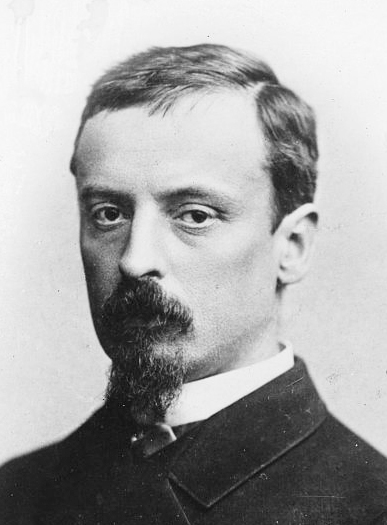
Henryk Sienkiewicz.

Consiguió una gran fama con la publicación de su trilogía sobre la lucha polaca frente a las invasiones del siglo XVII —A sangre y fuego (1884), El diluvio (1886), y Un héroe polaco (1888)—, una epopeya moderna considerada como uno de los grandes relatos épicos de todos los tiempos. En estos tres libros, el premio Nobel polaco presentó universales historias de amor y de guerra a través de personajes soberbiamente construidos, conjuras y una acción trepidante que nos habla de cuestiones imperecederas, todo ello encuadrado en medio de magníficas recreaciones históricas. 
Sienkiewicz, maestro consumado del realismo, supo brindar una amplia visión sobre uno de los momentos decisivos en el proceso de configuración política de Lituania, Polonia, Rusia y Ucrania, relatando las amenazas que hicieron peligrar la existencia de la nación polaca y que cambiaron la cara de Europa Oriental durante el siglo XVII y narrando también la vida de hombres y mujeres trágicamente separados por la imprudencia y el orgullo, víctimas de sucesivas oleadas de invasiones extranjeras que dividieron a la nación contra sí misma, revelando lo mejor y lo peor de cada persona.

## Otras obras
- 1880, Bocetos al carbón (relato)
- 1880, El torrero (novela corta)
- 1882, Bartek el vencedor (novela corta)
- 1889, Sachem (novela corta)
- 1891, Sin dogma
- 1894, La familia Polaniecki
- 1900, Los cruzados
- 1911, A través del desierto y de la selva (novela)

| Predecesor: José de Echegaray Frédéric Mistral | Premio Nobel de Literatura 1905 | Sucesor: Giosuè Carducci |

## Obras en español
- Henryk Sienkiewicz, El diluvio, Ciudadela, 2007 , 440 págs, ISBN 978-84-96836-15-0.
- Henryk Sienkiewicz, A sangre y fuego, Ciudadela, 2007, 424 págs, ISBN 978-84-96836-14-3.
- Henryk Sienkiewicz, Un héroe polaco, Ciudadela, 2007, 288 págs, ISBN 978-84-96836-16-7.
- Henryk Sienkiewicz, Quo Vadis?, Traducción: Mauro Armiño. Valdemar, 670 págs. ISBN 84-7702-335-2
- Henryk Sienkiewicz (2007). Del diario del maestro de Poznan. Ediciones Hispano Eslavas. ISBN 978-84-935777-7-3.
- Henryk Sienkiewicz (2006). Relatos. Ediciones Cátedra. ISBN 978-84-376-2311-5.
- Henryk Sienkiewicz (2005). Liliana: seguida de El torrero. Ediciones Irreverentes. ISBN 978-84-96115-32-3.